# جون روش (كرة سلة)
جون روش (بالإنجليزية: John Roche)‏ مواليد 26 سبتمبر 1949 في نيويورك، هو لاعب كرة سلة أمريكي معتزل. بدأ مسيرته الاحترافية في سنة 1971. تم اختياره من قبل فريق فينيكس صنز خلال الدرافت. يبلغ طوله 6 قدم 3 بوصة (1.9 م). اعتزل اللعب في 1981. أحرز خلال مسيرته في الإن بي إيه 5345 نقطة بمعدل 11.2 نقطة في المباراة الواحدة.

## المسيرة الاحترافية
لعب مع بروكلين نتس من سنة 1971 إلى 1974، ثم لعب مع لوس أنجلوس ليكرز في سنة 1976، ثم لعب مع فيرتوس بالاكانسترو بولونيا في موسم 1977–1978، ثم لعب مع دنفر ناغتس من سنة 1979 إلى 1982.

## روابط خارجية
- جون روش على موقع إن بي أي (الإنجليزية)
- جون روش على موقع سبورتس رفرنس (الإنجليزية)
- جون روش على موقع كلية كرة السلة في سبورتس رفرنس.كوم (الإنجليزية)
- جون روش على موقع ريلجم (الإنجليزية)
- جون روش على موقع بروبوليرز (الإنجليزية)